# Marius Soetendal
Marius Soetendal (Ede, 28 maart 1922 – 6 september 2010) was een Nederlands politicus van de ARP en later het CDA.
Tijdens de Tweede Wereldoorlog zat hij in Steenwijk in het verzet en hij heeft ook driekwart jaar in Kamp Amersfoort gezeten.
Soetendal woonde in Wieringerwerf voor hij in augustus 1961 burgemeester werd van de toenmalige Overijsselse gemeente Genemuiden. Kort voor zijn installatie maakte hij met zijn gezin een rondrit door Genemuiden in een door die gemeente gehuurde auto die opeens in brand vloog. Hoewel niemand gewond raakte, was dit voorval wel landelijk nieuws. In 1965 kwam hij wederom in het nieuws toen hij enkele woorden had vervangen in een toneelstuk dat door de plaatselijke zangvereniging werd opgevoerd. Hoewel de tekst vrijwillig ter beoordeling was aangeboden had het wat weg van censuur.
In 1966 volgde zijn benoeming tot burgemeester van Papendrecht wat Soetendal tot zijn pensioen in 1987 zou blijven. Daarnaast is hij voorzitter geweest van het landelijk beroepsverband van burgemeesters in de CFO.
Hij overleed in september 2010 op 88-jarige leeftijd aan een hartstilstand.